# エリア・ドゥ
エリア・ドゥ (Area Deux) は、かつて福岡県福岡市中央区天神にあった複合商業施設である。"Deux"はフランス語で「2」を意味する数詞。

## 概要
福岡市最大の商業地区である中央区天神にあり、アーケード商店街の新天町の南側を東西に走る天神サザン通りに面していた。
1985年（昭和60年）2月に開店。テナントには、タワーレコードKBC、エリア・ドゥ・ギャラリー、TIKI TIKI、天神果実村TOKIOなどがあった。
このうち、タワーレコードKBCは、九州朝日放送 (KBC) がタワーレコードのフランチャイジーとして出店していたレコード店で、エリア・ドゥへの移転前には、九州朝日放送本社ビルに隣接したKBC会館で営業していた。後に、タワーレコード直営店の福岡進出を機に、タワーレコードとの関係を解消してTRACKSとなる。
1996年（平成8年）頃に閉店し、跡地には、1997年（平成9年）3月15日に天神東宝（現：TOHOシネマズ天神）などが入居する天神東宝ビルがオープンしている。エリア・ドゥに入居していたTRACKSは、ZEEX天神に移転後、1998年3月31日に閉店した。